# Casa Francesc Tort
La Casa Francesc Tort és un edifici del municipi d'Olèrdola (Alt Penedès) que forma part de l'Inventari del Patrimoni Arquitectònic de Catalunya. La casa està datada entre els anys 1917 i 1920.

## Descripció
És una casa entre mitgeres, composta de planta baixa, pis i golfes. Façana de composició simètrica, amb finestres escalonades i balcó. Utilització del totxo vist i ceràmica vidriada. Llenguatge modernista tardà. Reformada parcialment fa poc temps.